# Antonio Raggi

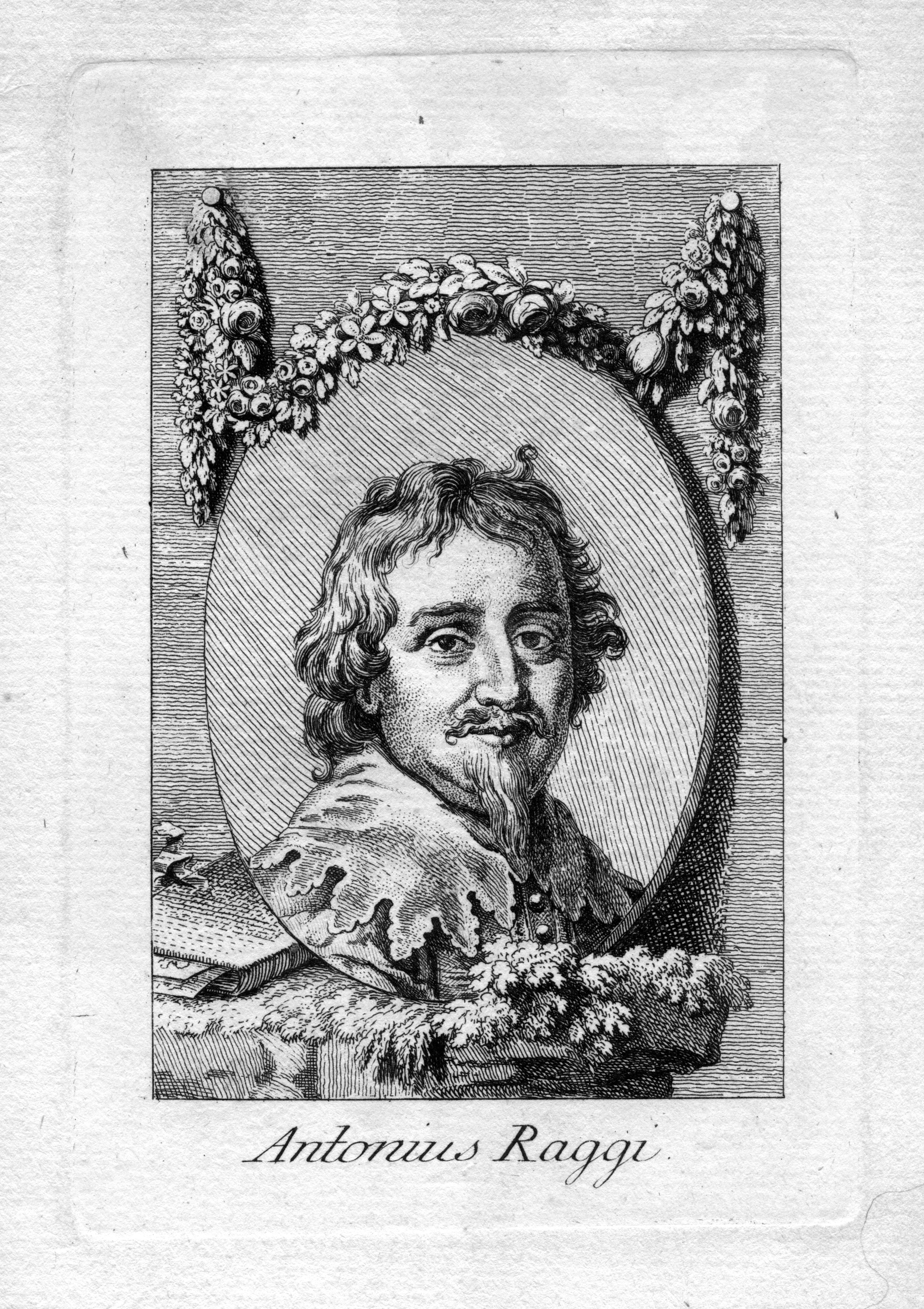
Porträt von Antonio Raggi, Stich um 1774.

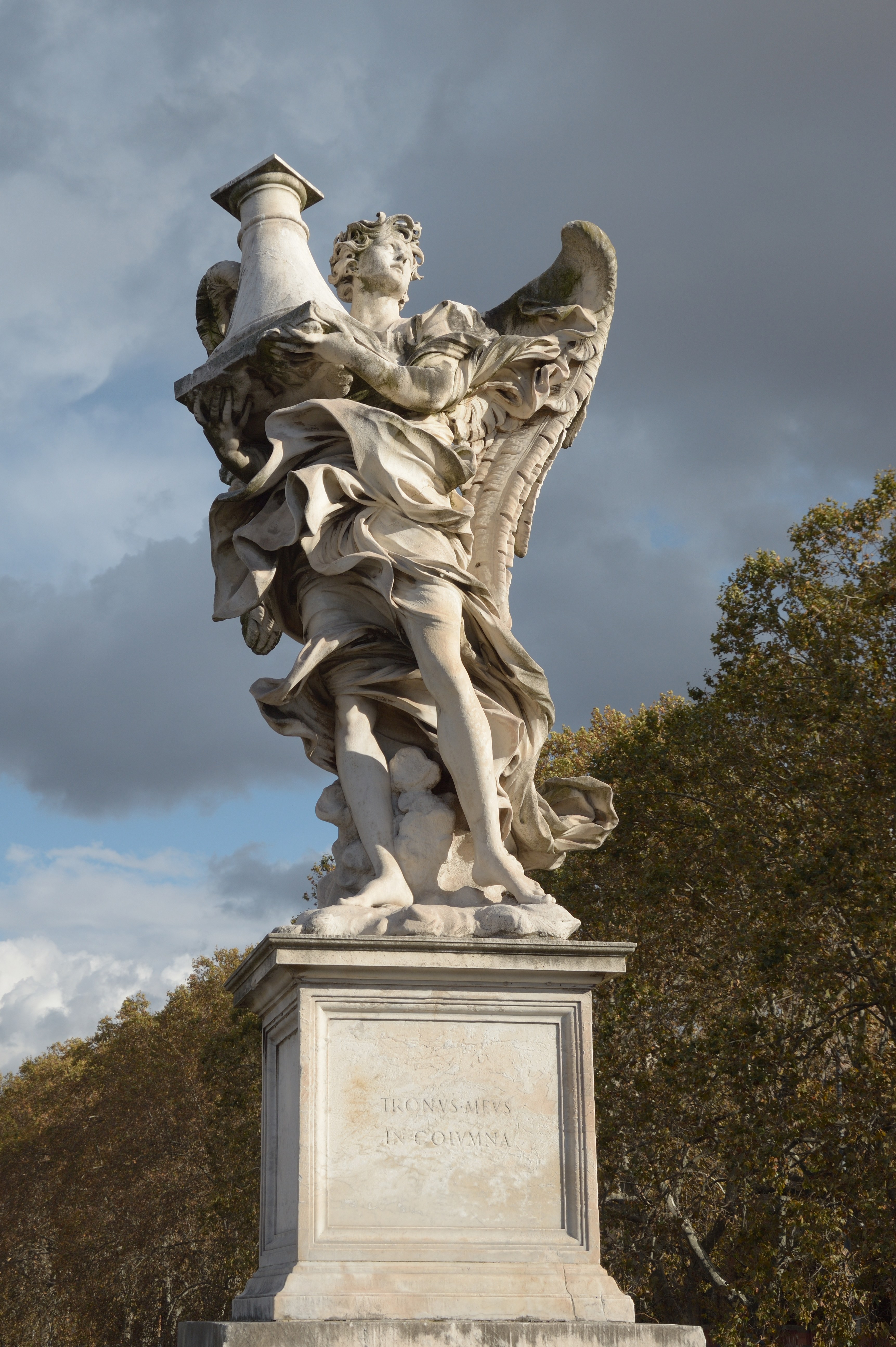
Engel mit Säule, Ponte Sant’Angelo, Rom

Antonio Raggi (auch unter dem Namen Ercole Antonio Lombardo bekannt; * 1624 in Vico Morcote; † 1. August 1686 in Rom) war ein italienischer Bildhauer des römischen Barock.

## Leben
Sohn von Andrea, Maurer in Rom, Antonio arbeitete zunächst in der Werkstatt von Alessandro Algardi, bevor er, wie schon Ercole Ferrata, in die Dienste Gianlorenzo Berninis trat. Er wurde der produktivste Schüler des großen Meisters, der drei Jahrzehnte lang sein Mentor in Rom sein sollte. In der ersten Zeit führte Raggi lediglich vorgegebene Modelle unter Berninis Aufsicht aus, so dass die Statuen aus dieser Zeit von Berninis Selbstgefälligkeit geprägt waren, als wären sie von seiner eigenen Hand. Basierend auf einer Zeichnung von Bernini schuf Raggi einen von zehn der Leidenswerkzeuge tragenden Engel auf der Ponte Sant’Angelo, außerdem die Statue der Donau (Danube) (1650–51) für Berninis Fontana dei Quattro Fiumi (Vierströmebrunnen) auf der Piazza Navona.
In den späteren Jahren hatte Raggi bildhauerische Selbstständigkeit erlangt. Er war äußerst fähig, illusionistische Stuckdekorationen auszuführen und damit zum Beispiel Giovanni Battista Gaullis Deckenfresko und den figuralen Stuckelementen in der Kirche Il Gesù den perfekten Rahmen zu geben. Seine Stuckarbeit des Heiligen Andreas (frühe 1660er) in der Kirche Sant’Andrea della Valle folgt Berninis Entwurf und stellt den abgemagerten Apostel dar, wie er auf Wolken und umhüllt von Tüchern in den Himmel aufsteigt. Das Bildwerk Tod der hl. Cäcilie in der Kirche Sant’Agnese in Agone an der Piazza Navona war sein Meisterstück. Die vielfigurige Szenerie zeigt seine Vorliebe für das malerische Relief als charakteristische Form der barocken Plastik. Mit der Ausweitung des Bildraumes durch Überschneidungen des Rahmens und der emotionalen Intensität der Figuren scheint Raggi die Kunst Berninis in die nächste Generation zu überführen.
Raggi vollendete die Stuckdekoration von San Tomaso di Villanova in Castel Gandolfo (1660–61), die Stuckdekoration von Berninis Sant’Andrea (1662–65), die Statuen des San Bernardino und von Papst Alexander VII. für den Dom von Siena sowie die Statue Jungfrau und Kind in der Kirche St-Joseph-des-Carmes in Paris (1650–1651). Zu seinen Werken gehört außerdem die Taufe des Christus für den Borromini-Altar der Kirche San Giovanni dei Fiorentini (ca. 1665). Eine kürzlich gefundene Dokumentation belegt, dass er auch die kniende Figur des Bernhardin von Siena (1656–1657) in der Papst-Alexander VII.-Kapelle in der Kirche Santa Maria della Pace zusammen mit zwei Paaren von Porträt-Medaillons haltenden Putti an der Fassade geschaffen hat.
Am 1. Juli 1657 wurde Raggi in die Accademia di San Luca gewählt.